# Alphons Gaalman

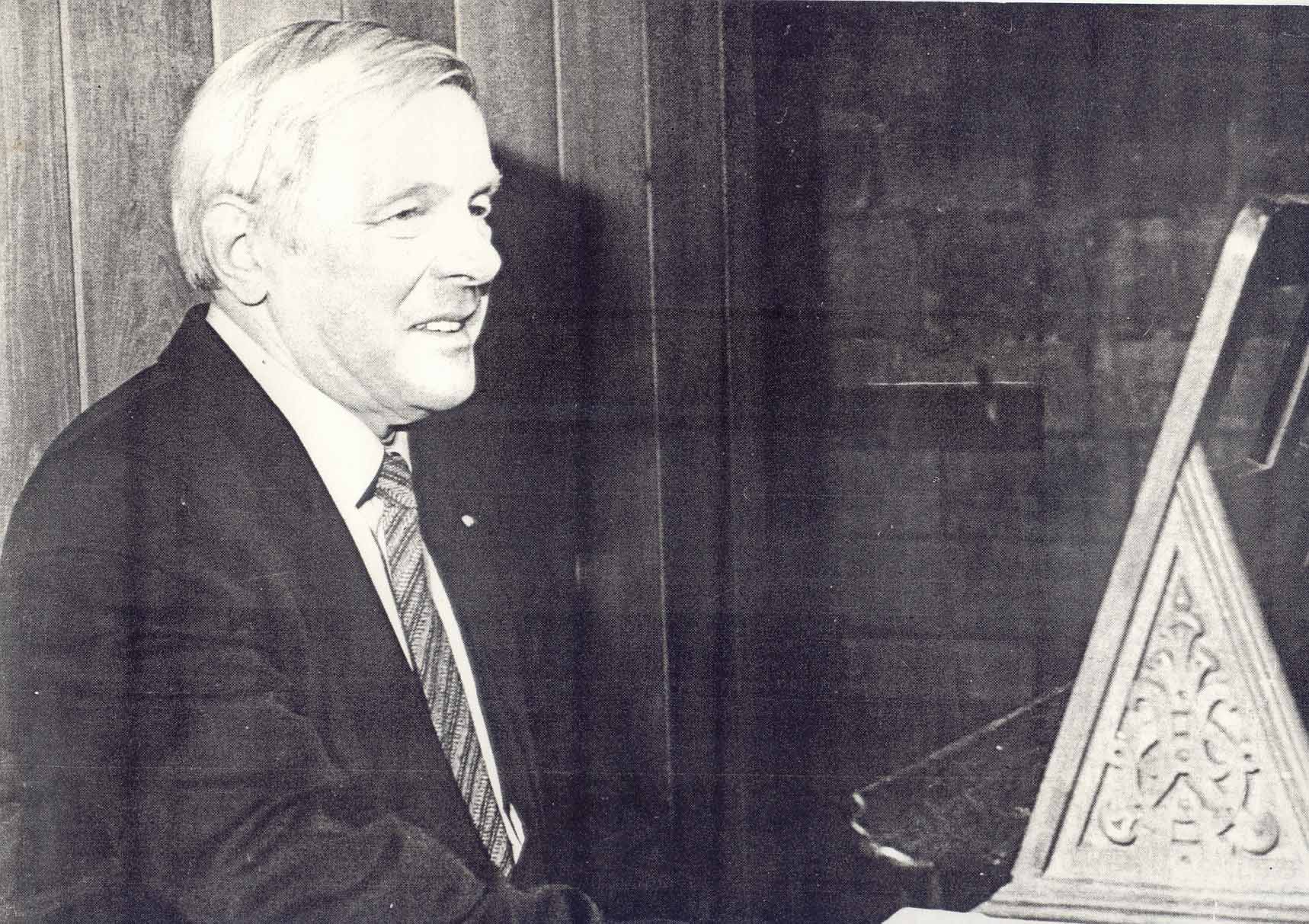
Alphons Gaalman aan het Witte-orgel van de Sint-Plechelmusbasiliek te Oldenzaal in 1979 bij gelegenheid van 30 jaar orgelconcerten in deze basiliek.

Alphons (Alphonsus Josephus Bernardus) Gaalman (Hengelo, 18 februari 1914 - 4 maart 1986) was een Nederlandse organist, pianist, componist en dirigent. Hij was bekend door de introductie in Nederland van twintigste-eeuwse Franse muziek.

## Biografie
Gaalman kreeg zijn eerste piano- en orgellessen van August Vörding. Hij zette zijn studie voort aan het Conservatorium te Tilburg - met Hendrik Andriessen, Albert Smeijers, Willem van Kalmthout als zijn docenten - en later in Mechelen (België) bij Flor Peeters.
Gaalman was van 1941 tot 1949 organist van de Sint-Plechelmusbasiliek te Oldenzaal waar Toon Borghuis dirigent was van het Plechelmusmannen- en jongenskoor, en daarna, tot 1979 van de St. Lambertuskerk in zijn geboorte- en woonplaats Hengelo waar hij jarenlang samenwerkte met dirigent August Vörding. Gaalman was een veelgevraagd solist en begeleider, tevens dirigent van het Twents Klavecimbel Ensemble (nu Twents Kamerorkest) en piano- en orgeldocent aan de muziekschool te Oldenzaal.
Gaalman componeerde overwegend in een vrij traditioneel idioom, verwant met de Franse muziek uit de 19e en 20e eeuw, en was tegelijkertijd een gedreven promotor en uitvoerend musicus van composities van zijn tijdgenoten. In 1949 was hij de eerste in Nederland die de orgelwerken van de Franse componist Olivier Messiaen uitvoerde. La Nativité du Seigneur was een van zijn favoriete composities. Bewaardgebleven recensies van orgelconcerten door Gaalman, uit onder meer De Volkskrant, van de hand van Wouter Paap en Jos de Klerk, laten zien dat de muziek van Messiaen in de jaren na de Tweede Wereldoorlog nog onbekend en overwegend onbemind was in Nederland.
Hij was in 1949 eveneens initiator van orgelconcerten in de Sint-Plechelmusbasiliek te Oldenzaal, waar hij tot dat moment vaste organist was geweest. Dit werd het begin van een grote concerttraditie in de Oldenzaalse basiliek: vele vocale en instrumentale solisten en ensembles uit binnen- en buitenland traden vanaf dat jaar op in deze romaanse basiliek met de zo bijzondere akoestiek. Gaalman introduceerde verder het Requiem van de Franse componist Maurice Duruflé, het Concert voor orgel en orkest van Francis Poulenc en het orgelwerk Volumina van de Hongaarse componist György Ligeti. In 1975 werd Alphons Gaalman in Parijs door de Franse Société Académique d'Éducation et d'Encouragement, Arts, Sciences et Lettres als een van de eerste Nederlanders met de zilveren medaille van verdienste onderscheiden voor zijn pionierswerk voor de Franse muziekcultuur in Nederland.
Gaalman was een diepreligieus mens, en stond steeds open voor nieuwe ontwikkelingen in muziek. Hij schreef twee missen voor jongeren: de Mis 1968 in de stijl van blues en Franse chanson en de Mis 1970 in close harmony. Hij componeerde doorgaans voor specifieke uitvoerenden: zo is zijn Cantilene voor viool en orgel opgedragen aan zijn vriend Herman Krebbers, toen concertmeester van het Concertgebouworkest en evenals Gaalman geboren in Hengelo. Samen hebben ze deze compositie voor het eerst uitgevoerd in de Sint-Plechelmusbasiliek te Oldenzaal.
Alphons Gaalman heeft, praktisch tot aan zijn overlijden in 1986, zeer veel concerten gegeven, in binnen- en buitenland, maar vooral in zijn geboortestreek Twente: solistisch, en samen met andere vocale en instrumentale solisten en ensembles. Bekend waren onder meer de uitvoeringen van het Requiem van Duruflé door het Kamerkoor van het Twents Conservatorium onder leiding van Ber Joosen, met Alphons Gaalman als organist. De concertseries in Het Stift te Weerselo en in de Sint-Plechelmusbasiliek hadden in Gaalman hun grote animator. Daarnaast heeft ook de amateur- muziekwereld van Twente veel te danken aan Gaalman: vele amateurkoren heeft hij tijdens uitvoeringen begeleid, vele jonge mensen hebben piano- of orgellessen van hem gehad.
Slechts één compositie van Alphons Gaalman is tot dusver gepubliceerd: zijn Introduction et Burlesque voor blaasoctet (Edition Compusic, Amsterdam, 1988). De Élegie et Scherzo pour violon et harpe is in 1990 in de Stiftskerk te Weerselo op cd opgenomen door Angel Gimeno (viool) en Alexandre Bonnet (harp) (Mirasound 39.9029). Gaalman zelf was niet geïnteresseerd in het uitgeven van zijn werken. Na zijn overlijden in 1986 zijn diverse manuscripten van Alphons Gaalman in het Nederlands Muziek Instituut te Den Haag in bewaring gegeven. Andere composities zijn in bezit gebleven van degenen voor wie hij deze schreef. Zo bezit het Twents Kamerorkest enkele fraaie orkestwerken die Alphons Gaalman in 1985 voor 'zijn' orkest componeerde en die hun première hadden op havezathe Singraven bij Denekamp, waar Gaalman zijn inspiratie had opgedaan voor deze composities.
Literatuur: Guus Goorhuis: "Alphons Gaalman. Leven voor muziek", in: Jaarboek Twente 2021, p. 62-75. Enschede 2020; Hans van Dijk: "Carel Jacobs. Zijn leven, zijn werk, zijn vrienden, zijn vijanden". Soest 2012.
- International Standard Name Identifier: 0000 0003 8873 5839
- Nederlandse Thesaurus van Auteursnamen: 104257245
- Virtual International Authority File: 281990189
- WorldCat: E39PBJt8f9JJq3MJgrpTRhjjYP